# Janów (województwo śląskie)
Janów – wieś w Polsce położona w województwie śląskim, w powiecie częstochowskim, w gminie Janów przy skrzyżowaniu drogi krajowej nr 46 z drogą wojewódzką nr 793.

## Historia
Dawniej miasto, założył je Jan Aleksander Koniecpolski. Janów uzyskał lokację miejską w 1696 roku, zdegradowany w 1870 roku.
Do 1954 roku siedziba gminy Potok Złoty. W latach 1954–1972 wieś należała i była siedzibą władz gromady Janów. W latach 1975–1998 miejscowość administracyjnie należała do województwa częstochowskiego.
W 2008 r. miejscowość zamieszkiwało 964 mieszkańców. Od wschodu jest zupełnie zrośnięty ze wsią Ponik (356 mieszkańców), a granica między obydwiema miejscowościami jest niezauważalna w terenie.

## Położenie
Janów leży na przełomie mezoregionu Wyżyny Częstochowskiej i mezoregionu Progu Lelowskiego nad rzeką Wiercicą, prawym dopływem Warty.

## Religia
- Kościół rzymskokatolicki
  - Parafia Niepokalanego Poczęcia Najświętszej Maryi Panny w Janowie
- Świadkowie Jehowy[6]